# Andrzej Kalata
Andrzej Jerzy Kalata (ur. 19 września 1961 w Częstochowie) – polski polityk i samorządowiec, w latach 2014–2023 starosta powiatu żywieckiego, senator XI kadencji.

## Życiorys
Syn Tadeusza i Jadwigi. Ukończył administrację europejską w Wyższej Szkole Administracji w Bielsku-Białej. Do 1990 pracował w Polskich Kolejach Państwowych, później zajął się prowadzeniem własnej działalności gospodarczej.
Dołączył do Prawa i Sprawiedliwości. W latach 2006–2023 był radnym powiatu żywieckiego czterech kadencji. W latach 2010–2014 pełnił funkcję wicestarosty, następnie do 2023 w dwóch kadencjach samorządu powiatowego sprawował urząd starosty.
W wyborach parlamentarnych w 2023 uzyskał mandat senatora XI kadencji, kandydując z ramienia PiS w okręgu nr 79 i otrzymując 73 276 głosów (39,59%). W 2024 z ramienia tej samej partii startował w wyborach do Parlamentu Europejskiego z okręgu nr 11, nie uzyskując mandatu.

## Odznaczenia
W 2023 został odznaczony Brązowym Krzyżem Zasługi.